# Gare d'Ossun
La gare d'Ossun était une gare ferroviaire française de la ligne de Toulouse à Bayonne, située sur le territoire de la commune d'Ossun, dans le département des Hautes-Pyrénées, en région Occitanie.
Elle est mise en service en 1866 par la Compagnie des chemins de fer du Midi et du Canal latéral à la Garonne.[réf. nécessaire]
C'était une gare de la Société nationale des chemins de fer français (SNCF) desservie par des trains régionaux TER Nouvelle-Aquitaine.

## Situation ferroviaire

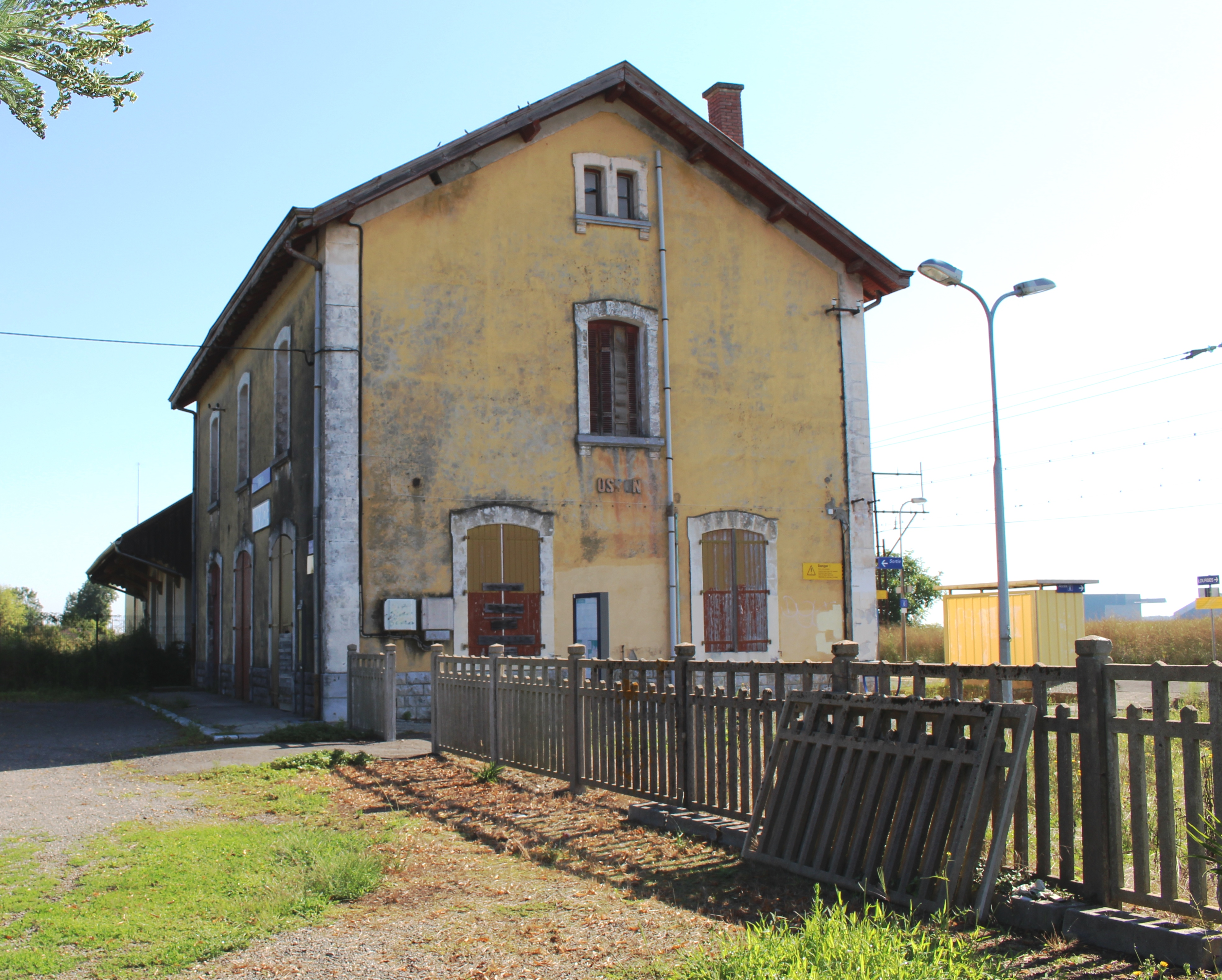
La gare en 2015.

Établie à 366 mètres d'altitude, la gare d'Ossun, qui dépend de la région ferroviaire de Toulouse, est située au point kilométrique (PK) 166,450  de la ligne de Toulouse à Bayonne, entre les gares voyageurs ouvertes de Tarbes et de Lourdes.
Elle était équipée de deux quais : le quai 1 dispose d'une longueur utile de 213 m pour la voie 1 et le quai 2 d'une longueur utile de 153 m pour la voie 2.

## Histoire
La Compagnie des chemins de fer du Midi et du Canal latéral à la Garonne met en service la station d'Ossun, entre celles de Juillan et d'Adé, lors de l'ouverture de la section de Tarbes à Lourdes le 20 avril 1866,

Vues de la gare.
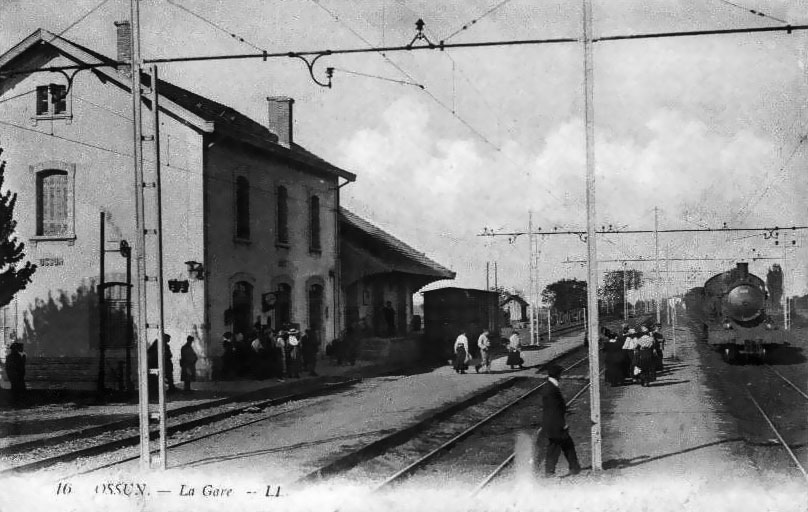
La gare en 1913.
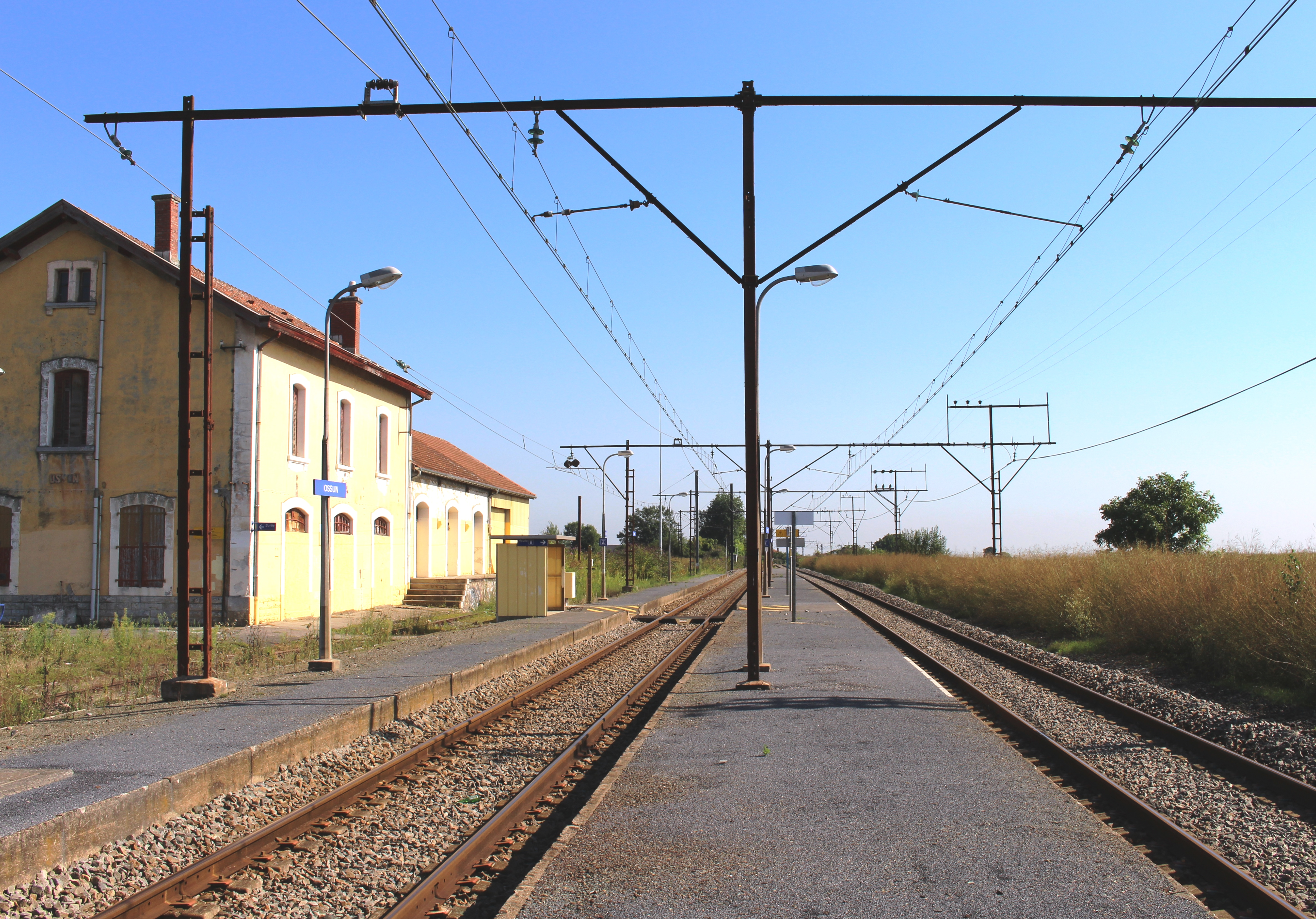
La gare en 2016.

Le 19 janvier 1944, la résistance fait dérailler un train, composé de huit voitures et un fourgon, reliant Toulouse à Pau entre les gares de Juillan et d'Ossun faisant 25 morts et une cinquantaine de blessés.
En 2005, c'est un point d'arrêt non géré (PANG) qui fait partie d'une étude sur les 51 points d'arrêts à faible fréquentation du réseau régional, la desserte est de deux arrêts quotidien.
De 2015 à 2022, selon les estimations de la SNCF, la fréquentation annuelle de la gare s'élève aux nombres indiqués dans le tableau ci-dessous.
| Année               | 2015 | 2016 | 2017 | 2018 | 2019 | 2020 | 2021 | 2022 |
| ------------------- | ---- | ---- | ---- | ---- | ---- | ---- | ---- | ---- |
| Nombre de voyageurs | 954  | 510  | 607  | 122  | 198  | 53   | 149  | 151  |

## Service des voyageurs

### Accueil
Halte SNCF, c'était un point d'arrêt non géré (PANG) à accès libre.

### Desserte
Ossun était desservie par des trains TER Nouvelle-Aquitaine qui effectuent des missions entre les gares de Bayonne, Pau et Tarbes

### Intermodalité
Le stationnement des véhicules est possible à proximité.